# ویرانگر (فیلم ۱۹۹۸)
ویرانگر (به هندی: Vinashak – Destroyer) فیلمی است محصول سال ۱۹۹۸ و به کارگردانی راوی دوان است. در این فیلم بازیگرانی همچون سونیل شتی، راوینا تاندون، دنی دنزونگپا، آلوک نات، تینو آناند، اوم پوری، موکش ریشی، شیواجی ساتام و ساتین کاپو ایفای نقش کرده‌اند.